# Gordonville (Alabama)
Gordonville es un pueblo ubicado en el condado de Lowndes en el estado estadounidense de Alabama. En el censo de 2000, su población era de 318.

## Demografía
En el 2000 la renta per cápita promedia del hogar era de $10,278, y el ingreso promedio para una familia era de $21,250. El ingreso per cápita para la localidad era de $8,948. Los hombres tenían un ingreso per cápita de $25,375 contra $22,292 para las mujeres.

## Geografía
Gordonville se encuentra ubicado en las coordenadas 32°9′8″N 86°42′52″O / 32.15222, -86.71444 (32.152335, -86.714338).
Según la Oficina del Censo de los EE. UU., la ciudad tiene un área total de 5.66 millas cuadradas (14.65 km²).